# Фарма (5. сезона)
Фарма 5 је пета сезона српске ријалити-телевизијске емисије Фарма. Емитована је од 1. септембра до 30. децембра 2013. и трајала је 120 дана. Приказивали су је Пинк у Србији, Пинк БХ у Босни и Херцеговини, Пинк М у Црној Гори и Пинк плус у осталим државама. Водитељи пете сезоне били су Александра Јефтановић и Огњен Амиџић. Победница пете сезоне је Јелена Голубовић, док је другопласирани Слободан Ђурковић.
Прати групу познатих личности које живе заједно двадесет и четири сата дневно на фарми, изолованој од спољашњег света (превасходно од масовних медија, као што су новине, телефони, телевизија и интернет), а све њихове кораке свакодневно прате видео-камере, без приватности. Сваке седмице такмичари, познати као „фармери”, пролазе кроз номинације и елиминације. Гледаоци затим одлучују ко од номинованих треба да напусти ријалити. Последњи преостали фармер постаје победник и осваја награду од 50.000 евра.

## Формат
У насељу Лисовић, на преко два хектара земље, изграђена је фарма заједно са помоћним објектима као што су: свињац, штала, сеник, радионица, башта, кокошињац и тор, смешта се двадесетак познатих личности које се за нешто дуже од три до четри месеца боре за награду од 100.00 или 50.000 евра, и на којем ће живети без струје, текуће воде, хранећи себе биљкама које ће сами и узгајати, и млеком и месом домаћих животиња о којима сами брину. Концепт је у свакој земљи веома сличан. Сваког понедељка бира се „газда” који води фарму и заводи ред и дисциплину, а који такође бира своје „слуге”.

## Фармери
- Мица Трофртаљка , певачица и глумица
- Нела Бијанић, певачица
- Анастасија Буђић, модел, певачица и учесница Великог брата ВИП 1
- Вања Мијатовић, певачица и учесница Звезда Гранда 6
- Драган Крстић Црни, певач
- Зузи Зу (Зумрета Миџић), певачица
- Аки (Андрија Марковић), певач
- Мики (Мирослав Ђуричић), телевизијски водитељ и учесник Великог брата 1, 2 и ВИП 3
- Марко Ванила (Марко Муњиза), певач
- Игор Старовић, певач
- Христијан Тодоровски, певач
- Дивна Карлеуша, новинарка, радио-личност и мајка Јелена Карлеуше
- Александра Стојковић Џиџа, певачица и учесница Звезда Гранда 7
- Мис Светлана (Светлана Копривица), певачица, глумица и телевизијска личност
- Мирослав Пржуљ, певач
- Ви-ајс (Дамир Вајс), репер
- Сара Трајановић, модел
- Чупо (Муледин Халач), певач
- Катарина Грујић, певачица и учесница Звезда Гранда 7
- Зорица Марковић, певачица
- Борис Стаменковић, модел
- Иван Маринковић, бивши супруг Гоце Тржан
- Слободан Ђурковић, певач и учесник Звезда Гранда 7
- Јелена Јовановић, певачица, глумица и учесница Звезда Гранда 4
- Сузана Перовић, певач и телевизијска личност
- Един Шкорић, одбојкаш и учесник Сурвојвера ВИП
- Симонида Аћевић, певачица и Јутјуб звезда
- Романа Панић, певачица
- Марко Вукотић, модел
- Јелена Голубовић, глумица и режисер
- Шеки Турковић, певач
- Маријана Леонтијевић, модел и балерина
- Јапа (Александар Маринковић), певач
- Газда Језда (Јездимир Васиљевић), бизнисмен
- Екрем Јеврић, певач и Јутјуб звезда

## Историја гласања
| Газда (имунитет) | Мица       | Зорица            | Јелена Ј.         | Марко              | Дивна              | Јелена Г.          | Мића               | Екрем              | Катарина           | Сузана             | Иван               | Романа             | Марко                     | Екрем                     | Катарина                  | Сара                      | нико                      | нико                      | нико                      |                           |                           |                      |                    |                    |                    |                    |                    |                    |                    |                   |                   |                   |
| Слуге            | Нела Вајс  | Сара Иван         | Јелена Г. Един    | Сара Мића          | Катарина Шеки      | Дивна Игор         | Маријана Слободан  | Симонида Борис     | Дивна Екрем        |                    |                    |                    |                           |                           |                           | Јелена Г. Иван            | нико                      | нико                      | нико                      |                           |                           |                      |                    |                    |                    |                    |                    |                    |                    |                   |                   |                   |
|                  |            |                   |                   |                    |                    |                    |                    |                    |                    |                    |                    |                    |                           |                           |                           |                           |                           |                           |                           |                           |                           |                      |                    |                    |                    |                    |                    |                    |                    |                   |                   |                   |
| Јелена Г.        | Нела       | Сара              | номинована        | Сара               | банована           | Дивна              | Слободан           | Борис              |                    |                    |                    |                    |                           |                           |                           | номинована                | 1. место (120. дан)       | 1. место (120. дан)       | 1. место (120. дан)       |                           |                           |                      |                    |                    |                    |                    |                    |                    |                    |                   |                   |                   |
| Слободан         | Нела       | Иван              | Јелена Г.         | Сара               | Шеки               | Дивна              | номинован          | Симонида           |                    |                    |                    |                    |                           |                           |                           | Јелена Г.                 | 2. место (120. дан)       | 2. место (120. дан)       | 2. место (120. дан)       |                           |                           |                      |                    |                    |                    |                    |                    |                    |                    |                   |                   |                   |
| Един             | Нела       | Сара              | номинован         | Сара               | Катарина           | Дивна              | Слободан           | Симонида           |                    |                    |                    |                    |                           |                           |                           | Јелена Г.                 | 3. место (120. дан)       | 3. место (120. дан)       | 3. место (120. дан)       |                           |                           |                      |                    |                    |                    |                    |                    |                    |                    |                   |                   |                   |
| Јелена Ј.        | Нела       | Иван              | Јелена Г.         | Сара               | Шеки               | Дивна              | Слободан           | Симонида           |                    |                    |                    |                    |                           |                           |                           | Јелена Г.                 | 4. место (120. дан)       | 4. место (120. дан)       | 4. место (120. дан)       |                           |                           |                      |                    |                    |                    |                    |                    |                    |                    |                   |                   |                   |
| Романа           | Вајс       | Иван              | Един              | Сара               | Шеки               | Игор               | Маријана           | Борис              |                    |                    |                    |                    |                           |                           |                           | Иван                      | 5. место (120. дан)       | 5. место (120. дан)       | 5. место (120. дан)       |                           |                           |                      |                    |                    |                    |                    |                    |                    |                    |                   |                   |                   |
| Иван             | Вајс       | номинован         | Јелена Г.         | Мића               | Шеки               | Дивна              | Маријана           | Симонида           |                    |                    |                    |                    |                           |                           |                           | номинован                 | 6. место (120. дан)       | 6. место (120. дан)       | 6. место (120. дан)       |                           |                           |                      |                    |                    |                    |                    |                    |                    |                    |                   |                   |                   |
| Марко            | Нела       | Сара              | Јелена Г.         | Сара               | Шеки               | Дивна              | Маријана           | Симонида           |                    |                    |                    |                    |                           |                           |                           | Иван                      | избачен (119. дан)        | избачен (119. дан)        | избачен (119. дан)        | избачен (119. дан)        | избачен (119. дан)        | избачен (119. дан)   |                    |                    |                    |                    |                    |                    |                    |                   |                   |                   |
| Катарина         | Нела       | Иван              | Јелена Г.         | Сара               | номинована         | Дивна              | Слободан           | Simonida           |                    |                    |                    | номинована         |                           |                           |                           | Јелена Г.                 | избачена (119. дан.)      | избачена (119. дан.)      | избачена (119. дан.)      | избачена (119. дан.)      | избачена (119. дан.)      | избачена (119. дан.) |                    |                    |                    |                    |                    |                    |                    |                   |                   |                   |
| Екрем            | није био   | није био          | није био          | није био           | /                  | Игор               | Маријана           | Борис              | номинован          |                    |                    | номинован          |                           |                           |                           | Иван                      | избачен (119. дан)        | избачен (119. дан)        | избачен (119. дан)        | избачен (119. дан)        | избачен (119. дан)        | избачен (119. дан)   |                    |                    |                    |                    |                    |                    |                    |                   |                   |                   |
| Маријана         | није била  | није била         | није била         | није била          | /                  | Дивна              | номинована         | Борис              |                    |                    |                    |                    |                           |                           |                           | Иван                      | избачена (117. дан)       | избачена (117. дан)       | избачена (117. дан)       | избачена (117. дан)       | избачена (117. дан)       | избачена (117. дан)  |                    |                    |                    |                    |                    |                    |                    |                   |                   |                   |
| Зорица           | Вајс       | Сара              | Един              | Сара               | Катарина           | Дивна              | Маријана           | Симонида           |                    |                    |                    |                    |                           |                           |                           | Иван                      | избачена (117. дан)       | избачена (117. дан)       | избачена (117. дан)       | избачена (117. дан)       | избачена (117. дан)       | избачена (117. дан)  |                    |                    |                    |                    |                    |                    |                    |                   |                   |                   |
| Сара             | Нела       | номинована        | Јелена Г.         | номинована         | Шеки               | Дивна              | банована           | Борис              |                    |                    |                    |                    |                           |                           |                           | Јелена Г.                 | избачена (113. дан)       | избачена (113. дан)       | избачена (113. дан)       | избачена (113. дан)       | избачена (113. дан)       | избачена (113. дан)  |                    |                    |                    |                    |                    |                    |                    |                   |                   |                   |
| Вајс             | номинован  | Иван              | Јелена Г.         | Мића               | Шеки               | Дивна              | Слободан           | Симонида           |                    |                    |                    |                    |                           |                           |                           | Јелена Г.                 | избачен (112. дан)        | избачен (112. дан)        | избачен (112. дан)        | избачен (112. дан)        | избачен (112. дан)        | избачен (112. дан)   |                    |                    |                    |                    |                    |                    |                    |                   |                   |                   |
| Симонида         | Нела       | Иван              | Јелена Г.         | Мића               | Шеки               | Дивна              | Слободан           | номинована         |                    |                    |                    |                    |                           |                           |                           | избачена (106. дан)       | избачена (106. дан)       | избачена (106. дан)       | избачена (106. дан)       | избачена (106. дан)       | избачена (106. дан)       |                      |                    |                    |                    |                    |                    |                    |                    |                   |                   |                   |
| Сузана           | Нела       | Иван              | Јелена Г.         | Мића               | Шеки               | Игор               | Слободан           | Симонида           |                    |                    |                    |                    |                           |                           |                           | избачена (105. дан)       | избачена (105. дан)       | избачена (105. дан)       | избачена (105. дан)       | избачена (105. дан)       |                           |                      |                    |                    |                    |                    |                    |                    |                    |                   |                   |                   |
| Борис            | Вајс       | Иван              | Јелена Г.         | Сара               | Шеки               | Дивна              | Маријана           | номинован          |                    |                    |                    |                    |                           |                           | избачен (98. дан)         | избачен (98. дан)         | избачен (98. дан)         | избачен (98. дан)         | избачен (98. дан)         | избачен (98. дан)         | избачен (98. дан)         | избачен (98. дан)    | избачен (98. дан)  | избачен (98. дан)  | избачен (98. дан)  | избачен (98. дан)  | избачен (98. дан)  | избачен (98. дан)  | избачен (98. дан)  | избачен (98. дан) | избачен (98. дан) | избачен (98. дан) |
| Шеки             | није био   | /                 | Јелена Г.         | Сара               | номинован          | Дивна              | Слободан           | Симонида           |                    |                    |                    |                    |                           | избачен (91. дан)         | избачен (91. дан)         | избачен (91. дан)         | избачен (91. дан)         | избачен (91. дан)         | избачен (91. дан)         | избачен (91. дан)         | избачен (91. дан)         | избачен (91. дан)    | избачен (91. дан)  | избачен (91. дан)  | избачен (91. дан)  | избачен (91. дан)  | избачен (91. дан)  | избачен (91. дан)  | избачен (91. дан)  | избачен (91. дан) | избачен (91. дан) |                   |
| Јапа             | није био   | није био          | није био          | није био           | није био           | није био           | /                  | /                  |                    | номинован          |                    |                    | избачен (84. дан)         | избачен (84. дан)         | избачен (84. дан)         | избачен (84. дан)         | избачен (84. дан)         | избачен (84. дан)         | избачен (84. дан)         | избачен (84. дан)         | избачен (84. дан)         | избачен (84. дан)    | избачен (84. дан)  | избачен (84. дан)  | избачен (84. дан)  | избачен (84. дан)  | избачен (84. дан)  | избачен (84. дан)  | избачен (84. дан)  | избачен (84. дан) |                   |                   |
| Мића             | Вајс       | Сара              | Јелена Г.         | номинован          | Шаки               | Дивна              | Слободан           | Симонида           |                    |                    |                    |                    | дисквалификован (80. дан) | дисквалификован (80. дан) | дисквалификован (80. дан) | дисквалификован (80. дан) | дисквалификован (80. дан) | дисквалификован (80. дан) | дисквалификован (80. дан) | дисквалификован (80. дан) | дисквалификован (80. дан) |                      |                    |                    |                    |                    |                    |                    |                    |                   |                   |                   |
| Мис Светлана     | Нела       | Иван              | Јелена Г.         | Сара               | Шеки               | Игор               | Маријана           | Борис              |                    | номинована         |                    | избачена (77. дан) | избачена (77. дан)        | избачена (77. дан)        | избачена (77. дан)        | избачена (77. дан)        | избачена (77. дан)        | избачена (77. дан)        | избачена (77. дан)        | избачена (77. дан)        | избачена (77. дан)        | избачена (77. дан)   | избачена (77. дан) | избачена (77. дан) | избачена (77. дан) | избачена (77. дан) | избачена (77. дан) | избачена (77. дан) | избачена (77. дан) |                   |                   |                   |
| Џиџа             | Нела       | Иван              | Јелена Г.         | Сара               | Шеки               | Дивна              | Маријана           | Борис              | номинован          |                    | избачен (70. дан)  | избачен (70. дан)  | избачен (70. дан)         | избачен (70. дан)         | избачен (70. дан)         | избачен (70. дан)         | избачен (70. дан)         | избачен (70. дан)         | избачен (70. дан)         | избачен (70. дан)         | избачен (70. дан)         | избачен (70. дан)    | избачен (70. дан)  | избачен (70. дан)  | избачен (70. дан)  | избачен (70. дан)  | избачен (70. дан)  | избачен (70. дан)  |                    |                   |                   |                   |
| Дивна            | Нела       | Иван              | Јелена Г.         | Мића               | Шеки               | номинован          | Слободан           | Симонида           |                    | избачена (63. дан) | избачена (63. дан) | избачена (63. дан) | избачена (63. дан)        | избачена (63. дан)        | избачена (63. дан)        | избачена (63. дан)        | избачена (63. дан)        | избачена (63. дан)        | избачена (63. дан)        | избачена (63. дан)        | избачена (63. дан)        | избачена (63. дан)   | избачена (63. дан) | избачена (63. дан) | избачена (63. дан) | избачена (63. дан) | избачена (63. дан) |                    |                    |                   |                   |                   |
| Христијан        | није био   | није био          | није био          | није био           | није био           | /                  | Маријана           | Симонида           | избачен (56. дан)  | избачен (56. дан)  | избачен (56. дан)  | избачен (56. дан)  | избачен (56. дан)         | избачен (56. дан)         | избачен (56. дан)         | избачен (56. дан)         | избачен (56. дан)         | избачен (56. дан)         | избачен (56. дан)         | избачен (56. дан)         | избачен (56. дан)         | избачен (56. дан)    | избачен (56. дан)  | избачен (56. дан)  | избачен (56. дан)  | избачен (56. дан)  |                    |                    |                    |                   |                   |                   |
| Чупо             | Вајс       | Иван              | Един              | Сара               | Катарина           | Игор               | Маријана           | избачен (49. дан)  | избачен (49. дан)  | избачен (49. дан)  | избачен (49. дан)  | избачен (49. дан)  | избачен (49. дан)         | избачен (49. дан)         | избачен (49. дан)         | избачен (49. дан)         | избачен (49. дан)         | избачен (49. дан)         | избачен (49. дан)         | избачен (49. дан)         | избачен (49. дан)         | избачен (49. дан)    | избачен (49. дан)  | избачен (49. дан)  | избачен (49. дан)  |                    |                    |                    |                    |                   |                   |                   |
| Игор             | Нела       | Сара              | Јелена Г.         | Сара               | Шеки               | номинован          | изашао (47. дан)   | изашао (47. дан)   | изашао (47. дан)   | изашао (47. дан)   | изашао (47. дан)   | изашао (47. дан)   | изашао (47. дан)          | изашао (47. дан)          | изашао (47. дан)          | изашао (47. дан)          | изашао (47. дан)          | изашао (47. дан)          | изашао (47. дан)          | изашао (47. дан)          | изашао (47. дан)          | изашао (47. дан)     | изашао (47. дан)   | изашао (47. дан)   |                    |                    |                    |                    |                    |                   |                   |                   |
| Марко Ванила     | Нела       | Иван              | Јелена Г.         | Сара               | Шеки               | Дивна              | избачен (42. дан)  | избачен (42. дан)  | избачен (42. дан)  | избачен (42. дан)  | избачен (42. дан)  | избачен (42. дан)  | избачен (42. дан)         | избачен (42. дан)         | избачен (42. дан)         | избачен (42. дан)         | избачен (42. дан)         | избачен (42. дан)         | избачен (42. дан)         | избачен (42. дан)         | избачен (42. дан)         | избачен (42. дан)    | избачен (42. дан)  | избачен (42. дан)  |                    |                    |                    |                    |                    |                   |                   |                   |
| Газда Језда      | није био   | није био          | није био          | није био           | /                  | /                  | изашао (42. дан)   | изашао (42. дан)   | изашао (42. дан)   | изашао (42. дан)   | изашао (42. дан)   | изашао (42. дан)   | изашао (42. дан)          | изашао (42. дан)          | изашао (42. дан)          | изашао (42. дан)          | изашао (42. дан)          | изашао (42. дан)          | изашао (42. дан)          | изашао (42. дан)          | изашао (42. дан)          | изашао (42. дан)     | изашао (42. дан)   | изашао (42. дан)   |                    |                    |                    |                    |                    |                   |                   |                   |
| Мики             | Нела       | банован           | Јелена Г.         | Сара               | Шеки               | изашао (41. дан)   | изашао (41. дан)   | изашао (41. дан)   | изашао (41. дан)   | изашао (41. дан)   | изашао (41. дан)   | изашао (41. дан)   | изашао (41. дан)          | изашао (41. дан)          | изашао (41. дан)          | изашао (41. дан)          | изашао (41. дан)          | изашао (41. дан)          | изашао (41. дан)          | изашао (41. дан)          | изашао (41. дан)          | изашао (41. дан)     | изашао (41. дан)   |                    |                    |                    |                    |                    |                    |                   |                   |                   |
| Зузи Зу          | Нела       | Иван              | Јелена Г.         | Сара               | Шеки               | избачен (35. дан)  | избачен (35. дан)  | избачен (35. дан)  | избачен (35. дан)  | избачен (35. дан)  | избачен (35. дан)  | избачен (35. дан)  | избачен (35. дан)         | избачен (35. дан)         | избачен (35. дан)         | избачен (35. дан)         | избачен (35. дан)         | избачен (35. дан)         | избачен (35. дан)         | избачен (35. дан)         | избачен (35. дан)         | избачен (35. дан)    | избачен (35. дан)  | избачен (35. дан)  | избачен (35. дан)  |                    |                    |                    |                    |                   |                   |                   |
| Аки              | није био   | није био          | није био          | /                  | Шеки               | избачен (35. дан)  | избачен (35. дан)  | избачен (35. дан)  | избачен (35. дан)  | избачен (35. дан)  | избачен (35. дан)  | избачен (35. дан)  | избачен (35. дан)         | избачен (35. дан)         | избачен (35. дан)         | избачен (35. дан)         | избачен (35. дан)         | избачен (35. дан)         | избачен (35. дан)         | избачен (35. дан)         | избачен (35. дан)         | избачен (35. дан)    | избачен (35. дан)  | избачен (35. дан)  | избачен (35. дан)  |                    |                    |                    |                    |                   |                   |                   |
| Црни             | Вајс       | Иван              | Јелена Г.         | Mića               | избачен (28. дан)  | избачен (28. дан)  | избачен (28. дан)  | избачен (28. дан)  | избачен (28. дан)  | избачен (28. дан)  | избачен (28. дан)  | избачен (28. дан)  | избачен (28. дан)         | избачен (28. дан)         | избачен (28. дан)         | избачен (28. дан)         | избачен (28. дан)         | избачен (28. дан)         | избачен (28. дан)         | избачен (28. дан)         | избачен (28. дан)         | избачен (28. дан)    | избачен (28. дан)  | избачен (28. дан)  |                    |                    |                    |                    |                    |                   |                   |                   |
| Вања             | није била  | /                 | Јелена Г.         | избачена (21. дан) | избачена (21. дан) | избачена (21. дан) | избачена (21. дан) | избачена (21. дан) | избачена (21. дан) | избачена (21. дан) | избачена (21. дан) | избачена (21. дан) | избачена (21. дан)        | избачена (21. дан)        | избачена (21. дан)        | избачена (21. дан)        | избачена (21. дан)        | избачена (21. дан)        | избачена (21. дан)        | избачена (21. дан)        | избачена (21. дан)        | избачена (21. дан)   |                    |                    |                    |                    |                    |                    |                    |                   |                   |                   |
| Анастасија       | Нела       | Иван              | избачен (14. дан) | избачен (14. дан)  | избачен (14. дан)  | избачен (14. дан)  | избачен (14. дан)  | избачен (14. дан)  | избачен (14. дан)  | избачен (14. дан)  | избачен (14. дан)  | избачен (14. дан)  | избачен (14. дан)         | избачен (14. дан)         | избачен (14. дан)         | избачен (14. дан)         | избачен (14. дан)         | избачен (14. дан)         | избачен (14. дан)         | избачен (14. дан)         | избачен (14. дан)         | избачен (14. дан)    |                    |                    |                    |                    |                    |                    |                    |                   |                   |                   |
| Нела             | номинована | избачена (7. дан) | избачена (7. дан) | избачена (7. дан)  | избачена (7. дан)  | избачена (7. дан)  | избачена (7. дан)  | избачена (7. дан)  | избачена (7. дан)  | избачена (7. дан)  | избачена (7. дан)  | избачена (7. дан)  | избачена (7. дан)         | избачена (7. дан)         | избачена (7. дан)         | избачена (7. дан)         | избачена (7. дан)         | избачена (7. дан)         | избачена (7. дан)         | избачена (7. дан)         | избачена (7. дан)         |                      |                    |                    |                    |                    |                    |                    |                    |                   |                   |                   |
| Мица             | Нела       | изашла (7. дан)   | изашла (7. дан)   | изашла (7. дан)    | изашла (7. дан)    | изашла (7. дан)    | изашла (7. дан)    | изашла (7. дан)    | изашла (7. дан)    | изашла (7. дан)    | изашла (7. дан)    | изашла (7. дан)    | изашла (7. дан)           | изашла (7. дан)           | изашла (7. дан)           | изашла (7. дан)           | изашла (7. дан)           | изашла (7. дан)           | изашла (7. дан)           | изашла (7. дан)           | изашла (7. дан)           |                      |                    |                    |                    |                    |                    |                    |                    |                   |                   |                   |